# Vila under flykten till Egypten (Cranach)
Vila under flykten till Egypten (tyska: Ruhe auf der Flucht nach Ägypten) är en oljemålning av den tyske renässanskonstnären Lucas Cranach den äldre. Den målades 1504 och ingår sedan 1902 i samlingarna på Gemäldegalerie i Berlin.
Målningen skildrar den heliga familjens flykt till Egypten, en episod som återges i Matteusevangeliet (2:13–23). Under 1400-talet blev det populärt att avbilda den heliga familjen under vila även om ingen sådan nämns i de kanoniska evangelierna.
Målningen är det första verket som Cranach signerade ("LC") och daterade (1504).